# Serra de Turonell
La Serra de Turonell és una serra del municipi de la Cellera de Ter (Selva).